# Michael Wiley
Michael Anthony Wiley (Long Beach, 16 ottobre 1957) è un ex cestista statunitense, professionista nella NBA e in Francia.

## Carriera
Venne selezionato dai San Antonio Spurs al secondo giro del Draft NBA 1980 (39ª scelta assoluta).